# Hyponephele lupinus
Hyponephele lupinus är en fjärilsart som beskrevs av Costa 1836. Hyponephele lupinus ingår i släktet Hyponephele och familjen praktfjärilar. Inga underarter finns listade i Catalogue of Life.